# Monte Carlo Open 1998 - Qualificazioni doppio
Le qualificazioni del doppio  del Monte Carlo Open 1998 sono state un torneo di tennis preliminare per accedere alla fase finale della manifestazione. I vincitori dell'ultimo turno sono entrati di diritto nel tabellone principale. In caso di ritiro di uno o più giocatori aventi diritto a questi sono subentrati i lucky loser, ossia i giocatori che hanno perso nell'ultimo turno ma che avevano una classifica più alta rispetto agli altri partecipanti che avevano comunque perso nel turno finale.
Le qualificazioni del doppio del torneo Monte Carlo Open 1998 prevedevano 8 coppie partecipanti di cui 2 sono entrate nel tabellone principale.

## Teste di serie
1. Julián Alonso /  Nicolás Lapentti (ultimo turno)
2. Sláva Doseděl /  Andrej Ol'chovskij (Qualificati)

1. Diego Nargiso /  Dušan Vemić (ultimo turno)
2. Thomas Johansson /  Tomas Nydahl (Qualificati)

## Qualificati
1. Thomas Johansson  /   Tomas Nydahl

1. Sláva Doseděl  /   Andrej Ol'chovskij

## Tabellone

### Legenda
| - Q = Qualificato - WC = Wild card - LL = Lucky loser | - ALT = Alternate - SE = Special Exempt - PR = Protected Ranking | - w/o = Walkover - r = Ritirato - d = Squalificato |

### Sezione 1
|  | Primo turno | Primo turno                        | Primo turno                        | Primo turno | Primo turno |  |  | Ultimo turno | Ultimo turno                   | Ultimo turno | Ultimo turno | Ultimo turno |  |
|  |             |                                    |                                    |             |             |  |  |              |                                |              |              |              |  |
|  | 1           | Julián Alonso Nicolás Lapentti     | Julián Alonso Nicolás Lapentti     | 6           | 6           |  |  |              |                                |              |              |              |  |
|  |             | Christophe Bosio Emmanuel Heussner | Christophe Bosio Emmanuel Heussner | 3           | 2           |  |  | 1            | Julián Alonso Nicolás Lapentti | 4            | 6            | 5            |  |
|  | 4           | Thomas Johansson Tomas Nydahl      | 6                                  | 3           | 6           |  |  | 4            | Thomas Johansson Tomas Nydahl  | 6            | 3            | 7            |  |
|  |             | Gastón Etlis Ivan Ljubičić         | 4                                  | 6           | 4           |  |  |              |                                |              |              |              |  |

### Sezione 2
|  | Primo turno | Primo turno                         | Primo turno                         | Primo turno | Primo turno |  |  | Ultimo turno | Ultimo turno                     | Ultimo turno | Ultimo turno | Ultimo turno |  |
|  |             |                                     |                                     |             |             |  |  |              |                                  |              |              |              |  |
|  | 2           | Sláva Doseděl Andrej Ol'chovskij    | Sláva Doseděl Andrej Ol'chovskij    | 7           | 6           |  |  |              |                                  |              |              |              |  |
|  |             | Clinton Ferreira Uros Vico          | Clinton Ferreira Uros Vico          | 5           | 3           |  |  | 2            | Sláva Doseděl Andrej Ol'chovskij | 6            | 6            | 6            |  |
|  | 3           | Diego Nargiso Dušan Vemić           | Diego Nargiso Dušan Vemić           | 7           | 6           |  |  | 3            | Diego Nargiso Dušan Vemić        | 7            | 2            | 3            |  |
|  |             | Laurent Bensadoun Francisco Cabello | Laurent Bensadoun Francisco Cabello | 6           | 4           |  |  |              |                                  |              |              |              |  |